# Jaera nordica
Jaera nordica is een pissebed uit de familie Janiridae. De wetenschappelijke naam van de soort is voor het eerst geldig gepubliceerd in 1958 door Lemercier.